# Chris Ferguson
Christopher Philip Ferguson (født 11. april 1963 i Los Angeles, Californien) er en professionel amerikansk pokerspiller. Gennem sin karriere har han vundet 5 World Series of Poker armbånd, heriblandt 2000 WSOP Main Event. I 2008 vandt han NBC National Heads-Up Poker Championship.  

## Opvækst
Ferguson har en doktorgrad i datalogi med fokus på virtuelle netværksalgoritmer fra universitetet UCLA. Han opnåede graden i 1999 efter at have gået på universitetet i 18 år. I øvrigt var hans ph.d.-rådgiver Leonard Kleinrock.
Begge Chris' forældre har en doktorgrad i matematik, og hans far Thomas Ferguson underviser spilteori og teoretiske sandsynligheder ved UCLA.

## Poker
Ferguson har spillet poker, siden han var 10 år gammel. På universitetet finpudsede han sine evner ved at spille poker i chat rooms. I 1994 begyndte han at spille turneringer i Californien. I 1995 deltag Chris i sit første World Series of Poker verdensmesterskab. I 2000 vandt han WSOP ved at slå T.J. Cloutier heads-up, hvilket indbragte $1,5 millioner. Ferguson har cashet 57 gange i World Series of Poker, heriblandt 5 WSOP armbånd. Hvis man både tæller WSOP og WSOP Circuit med, har han tjent $5,364,701.
I 2004 var Ferguson med til at lancere det nye online pokerspilsite Full Tilt Poker med navne som Howard Lederer og Gus Hansen. 
I 2005 udgaven af National Heads-Up Poker Championship blev han runner-up til Phil Hellmuth, som vandt titlen. I 2006 kom han igen i den prestigefyldte finale, hvor han tabte til Ted Forrest. I 2007 nåede han desværre ikke finalebordet, men han kom stærkt igen i 2008, da besejrede Andy Bloch og kunne hæve $500,000 i førstepræmie. 
Ved World Poker Tour (WPT) har Ferguson opnået to finaleborde, hvor det seneste var i februar 2009, hvor han blev nummer 6 og vandt $240,538. Tilbage i 2005 vandt han $15,000 for sin 4. plads i WPT's invitationsturnering. Chris har vundet mere end $500,000 på WPT touren.  
I februar 2005 vandt Chris Ferguson $655,220, da han spillede $10,000 WSOP Circuit Championship Event i San Diego, USA.
Ferguson har også opnået to finaleborde i World Series of Poker Europe (WSOPE), som foregår i London, England). Det skete henholdsvis 2007 og 2008. Turneringerne var henhenholdsvis en £2,500 H.O.R.S.E og en £5,000 Pot Limit Omaha event. På førstnævnte event vandt han £21,656 for en 4. plads. Sidstnævnte indbragte ham £33,000 for sin placering som nummer 7.   
Han har tjent mere end $7,7 millioner på poker. 

## Kælenavn
Ferguson har tilnavnet "Jesus" grundet hans lange brune hår og store skæg.

### World Series of Poker armbånd
| År   | Turnering                                          | Vundet(US$) |
| ---- | -------------------------------------------------- | ----------- |
| 2000 | $2,500 Seven Card Stud                             | $151,000    |
| 2000 | $10,000 No Limit Texas Hold 'em World Championship | $1,500,000  |
| 2001 | $1,500 Omaha Hi-Lo Split Eight or Better           | $164,735    |
| 2003 | $2,000 Omaha Hi-Lo Split Eight or Better           | $123,680    |
| 2003 | $2,000 1/2 Limit Hold'em - 1/2 Seven Card Stud     | $66,220     |